# Albert Coppé
Albert Léon Louis Coppé (ur. 26 listopada 1911 w Brugii, zm. 30 marca 1999 w Tervuren) – belgijski (flamandzki) polityk i ekonomista, nauczyciel akademicki. Deputowany krajowy, w latach 1950–1952 minister, członek (1952–1967) i p.o. przewodniczącego (1967) Wysokiej Władzy Europejskiej Wspólnoty Węgla i Stali, w latach 1967–1973 członek Komisji Europejskiej.

## Życiorys
Pochodził z rodziny handlowców, urodził się jako czwarte z ośmiorga dzieci Alberta Coppé seniora i Hélène Mahieu. Podczas I wojny światowej wraz z rodziną przebywał w Holandii, uczył się w szkole w Haarlemie, w 1918 powrócił do Brugii. Od 1929 do 1935 studiował na Katolickim Uniwersytecie w Lowanium, uzyskując dyplomy z finansów, nauk społecznych i ekonomii stosowanej. W 1939 obronił doktorat nauk ekonomicznych, specjalizując się w statystyce. W maju 1940 zmobilizowany do wojska, do sierpnia tegoż roku walczył m.in. na terytorium Francji. Autor książek, w trakcie II wojny światowej był publicystą ekonomicznym m.in. w gazecie „De Nieuwe Standaard” i doradcą ministra ekonomii. W 1950 został profesorem na macierzystej uczelni (wykładał tam do 1983). Przewodniczył także flamandzkiemu stowarzyszeniu stosunków międzynarodowych, działał również w Unii Europejskich Federalistów i belgijskim oddziale Ruchu Europejskiego.
Po II wojnie światowej był jednym z założycieli i twórców programu Partii Społeczno-Chrześcijańskiej (po jej podziale w ugrupowaniu Chrześcijańscy Demokraci i Flamandowie), współpracował z chrześcijańskimi związkami zawodowymi. W 1946 po raz pierwszy wybrany do Izby Reprezentantów, pozostał jej członkiem do 1952; był także oddelegowany do Parlamentu Europejskiego. W 1948 uczestniczył w kongresie haskim, a w 1951 w negocjacjach traktatu paryskiego. Zajmował stanowisko ministra robót publicznych (czerwiec–sierpień 1950), ds. ekonomii i samozatrudnionych (sierpień 1950–styczeń 1952) oraz rekonstrukcji (styczeń–sierpień 1952).
W 1952 przeszedł do pracy w Wysokiej Władzy Europejskiej Wspólnoty Węgla i Stali, pozostał jej członkiem i drugim wiceprzewodniczącym nieprzerwanie do 1967. Od 8 marca do 5 lipca był ostatnim tymczasowym przewodniczącym Wysokiej Władzy, po jej likwidacji wszedł w skład Komisji Europejskiej. W ramach trzech kolejnych komisji odpowiadał za budżet, kredyty i inwestycje (1967–1973), transport (1970–1973), zatrudnienie, sprawy socjalne i administrację (1972–1973). Po zakończeniu kadencji rozpoczął karierę biznesową, był dyrektorem w Generale Bank i członkiem rady nadzorczej Philipsa. Działał także na rzecz unitarnego charakteru państwa belgijskiego.

## Życie prywatne
Od 1940 był żonaty z Marie-Henriette van Driessche, mieli ośmioro dzieci. W 1942 utracił rodziców, siostrę i ciotkę wskutek bombardowania Brugii.

## Odznaczenia
Odznaczony Orderem Leopolda II pierwszej klasy, Orderem Korony Dębowej I klasy, Krzyżem Wielkim Orderu Zasługi Republiki Federalnej Niemiec, Orderem Zasługi Republiki Włoskiej I klasy, Orderem Oswobodziciela I klasy oraz togijskim Orderem Mono I klasy. Otrzymał doktoraty honoris causa Collège Sainte-Marie de Montréal (1953) i Uniwersytetu Teksańskiego w San Antonio (1955).